# البطء
البطء هي الرواية السابعة لميلان كونديرا، وأول رواية له بالفرنسية. كتب الرواية عام 1993 ونشرت عام 1995. بعد الخلود، هذه الرواية هي ثاني رواية لكونديرا تقع أحداثها في فرنسا.

## حول الكتاب
طول الكتاب مفاجئ، لأنه أقصر بكثير من كتب كونديرا السابقة، حيث أنها تتكون من حوالي 400 صفحة بأغلب الطبعات، ابتداء من البطء، أصبحت كتب كونديرا أقل من 200 صفحة. الكتابة في الرواية أكثر كثافة، تم اختزال الحدث للمهم، نتحدث الآن عن « نضوج » لميلان كونديرا.
ذهب الخيال في الكتابة، الذي هو علامة لكونديرا، لحجد بعيد، مثلا : جعل شخصيتين تتحدثان من قرنين مختلفين (القرن الثامن عشر والقرن العشرين).

## العمل
حضر ميلان كونديرا وفيرا ندوة عالم حشرات بقصر. ألهمت الدراما الصغيرة بالندوة ميلان كونديرا بانعكاسات مختلفة على العالم العصري، الذي ربطه بقصة لكاتب إباحي في القرن الثامن عشر، فيفانت دينون، الذي جرت قصته في نفس القصر. تداخلت القصتان لإظهار الانعكاس.

## الأطروحة
اعتاد ميلان كونديرا على المزج بين القصة والحجاج. الأطروحة المطورة في البطء هي أن الرجل العصري، بالإعجاب بالسرعة، يهجر مزايا البطء. البطء بالنسبة لكونديرا أداة لحفظ الذاكرة. قال كونديرا أن « درجة السرعة تتناسب مباشرة من حدة النسيان ».

## الترجمة العربية
البطء، ترجمة خالد بلقاسم، 2013.